# Сістьєрна
Сістьєрна (ісп. Cistierna) — муніципалітет в Іспанії, у складі автономної спільноти Кастилія-і-Леон, у провінції Леон. Населення — 3720 осіб (2010).
Муніципалітет розташований на відстані близько 290 км на північний захід від Мадрида, 43 км на північний схід від Леона.
На території муніципалітету розташовані такі населені пункти: (дані про населення за 2010 рік)
- Сістьєрна: 2950 осіб
- Фуентес-де-Пеньякорада: 33 особи
- Модіно: 79 осіб
- Осехо-де-ла-Пенья: 30 осіб
- Пескера: 39 осіб
- Кінтана-де-ла-Пенья: 5 осіб
- Санта-Олаха-де-ла-Варга: 139 осіб
- Сантібаньєс-де-Руеда: 66 осіб
- Сорріба: 156 осіб
- Вальмартіно: 91 особа
- Віданес: 132 особи

## Демографія
Динаміка населення (INE ):